# Most iznad Male rijeke
Most iznad Male rijeke je željeznički most na pruzi Beograd – Bar, 20-ak km sjeverno od Podgorice, prema Kolašinu. Trenutačno je najviši željeznički most u Europi i drugi u svijetu. Dužina mosta je 498,8 m, a visina 200 m. Radovi na izgradnji su trajali 4 godine, od 1969. do 1973. U stubove je ugrađeno 23.000 m3 betona, a čelična konstrukcija je težine 25.000 tona.
Most je od nastanka pa do 2001. godine, kada je izgrađen željeznički most preko rijeke Beipan u Kini, bio najviši željeznički most na svijetu. Na drugom mjestu će biti do završetka izgradnje željezničkog mosta preko rijeke Chenab u Indiji (2015. godine). Ipak će ostati najviši željeznički vijadukt na svijetu obzirom na to da su mostovi u Kini i Indiji lučni.

## Vanjske poveznice
- Informacije o mostu